# Ricardo Cortés Lastra
Ricardo Cortés Lastra (Castro Urdiales, 23 de setembre de 1969) és un advocat i polític espanyol. És llicenciat en dret, diplomat en dret internacional públic i relacions internacionals i especialitzat en desenvolupament i cooperació internacional per la Facultat d'Economia de la Universitat del País Basc. També té un màster en gestió pública per l'IESE de Madrid.
Militant del PSOE des de 1988, des de 2002 és responsable de l'Estratègia del PSOE en l'Exterior i de les campanyes electorals en l'exterior. De 2004 a 2007 fou Cap de Gabinet de la Secretaria d'Organització Federal del PSOE, dirigida aleshores per José Blanco López. De 2007 a 2009 també ha estat director executiu de la Fundación Españoles en el Mundo. Ha estat fundador de l'Associació Espai Europa XXI, que forma part del Consell Federal Espanyol del Moviment Europeu.
Fou elegit diputat a les eleccions al Parlament Europeu de 2009. Va ser president de la Delegació del Parlament Europeu en la Comissió Parlamentària Mixta UE-Mèxic i és membre de la Conferència de Presidents de Delegació.